# Paolo Sorrentino
Paolo Sorrentino (tiếng Ý: [ˈpaːolo sorrenˈtiːno]; sinh ngày 31 tháng 5 năm 1970)  là một đạo diễn và biên kịch điện ảnh người Ý.

## Cuộc đời và sự nghiệp
Sorrentino sinh ra ở Napoli. Bộ phim đầu tiên của anh với vai trò biên kịch, The Dust of Naples, được phát hành năm 1998. Ông cũng bắt đầu đạo diễn các bộ phim ngắn, trong đó có L'amore non ha confini năm 1998 và La notte lunga năm 2001. Sự xuất hiện đầu tiên của anh là One Man Up (L) 'uomo in più', mà ông được trao giải Nastro D'Argento.
Ông đã đạt được sự công nhận quốc tế vào năm 2004 cho bộ phim kinh dị của ông, The Consequences of Love (Le Conseguenze dell'amore). Bộ phim này vốn kể về suy nghĩ của một doanh nhân cô đơn vốn bị Mafia sử dụng như một con tốt thí, đã giành được nhiều giải thưởng và được đề cử cho giải Cành cọ vàng tại Liên hoan phim Cannes 2004.
Phim nổi bật của Sorrentino tiếp theo, The Family Friend (L'amico di famiglia), được trình chiếu tại Liên hoan phim Cannes vào tháng 5 và Liên hoan phim Luân Đôn vào tháng 10 năm 2006. Nó kể về câu chuyện của một kẻ kẻ cho vay nặng lãi tuổi thất tuần độc ác, người đã nảy sinh tình cảm với con gái xinh đẹp của một trong những khách hàng của ông ta.
Sorrentino xuất hiện lần đầu với vai diễn khách mời trong bộ phim của Nanni Moretti The Caiman (Il caimano), cũng được chiếu tại Liên hoan phim Luân Đôn năm 2006.